# Tomáš Abrahám
Tomáš Abrahám (* 18. dubna 1979 Třebíč) je bývalý český fotbalový záložník a trenér mládeže. Nejvyšší soutěž hrál v České republice, Rakousku a Turecku.

## Kariéra

### Klubová kariéra
Tomáš Abrahám během juniorských let hrál za TJ Sokol Hrotovice a FC Slavia Třebíč (nyní HFK Třebíč), v 16 letech přestoupil Boby Brno jako obránce, v sezóně 1998/99 začal hrát za A-tým. Následující sezónu hostoval v Tatranu Poštorná. Posléze se vrátil do Zbrojovky Brno (už jako Stavo Artikel), nicméně odehrál v sezóně 2000/01 pouze jediný zápas. V této sezóně byl prodán do týmu 1. slovenské ligy FK AS Trenčín, v tomto týmu odehrál dva zápasy. V polovině roku 2002 se Abrahám vrátil do Brna, kdy se stal úspěšným hráčem a během následujících dvou let vynechal jediný ligový zápas. V roce 2004 přestoupil do týmu Denizlispor v turecké Superlize, tam se stal jedním z nejdůležitějších hráčů týmu. Na začátku února 2009 byl zakoupen týmem řecké první ligy Škoda Xanthi, kdy odmítl prodloužení smlouvy s Denizlisporem, kdy tato měla končit v červnu 2009. Od 1. července 2009 podepsal smlouvu s týmem první české fotbalové ligy 1. FC Slovácko, kde odehrál 22 zápasů a vstřelil jeden gól. Po roce tým opustil a přesunul se do týmu rakouské Bundesligy Wacker Innsbruck. V červenci 2014 byl prodán z týmu Wacker Innsbruck do ASK Bad Vöslau. Následně v roce 2018 přešel do SC Mautern, kde v roce 2019 ukončil kariéru.
Vrátil se do Brna, usídlil se v Medlánkách a nastoupil na pozici trenéra mládeže v FC Zbrojovka Brno. Nastupuje také v nižší soutěži za Lelekovice.